# Battistero di San Giovanni in Fonte (Verona)
Il battistero di San Giovanni in Fonte, chiamato anche semplicemente chiesa di San Giovanni in Fonte, è un luogo di culto cattolico che sorge nel cuore del centro storico di Verona, adiacente alla Cattedrale; fa parte della diocesi di Verona.

## Storia

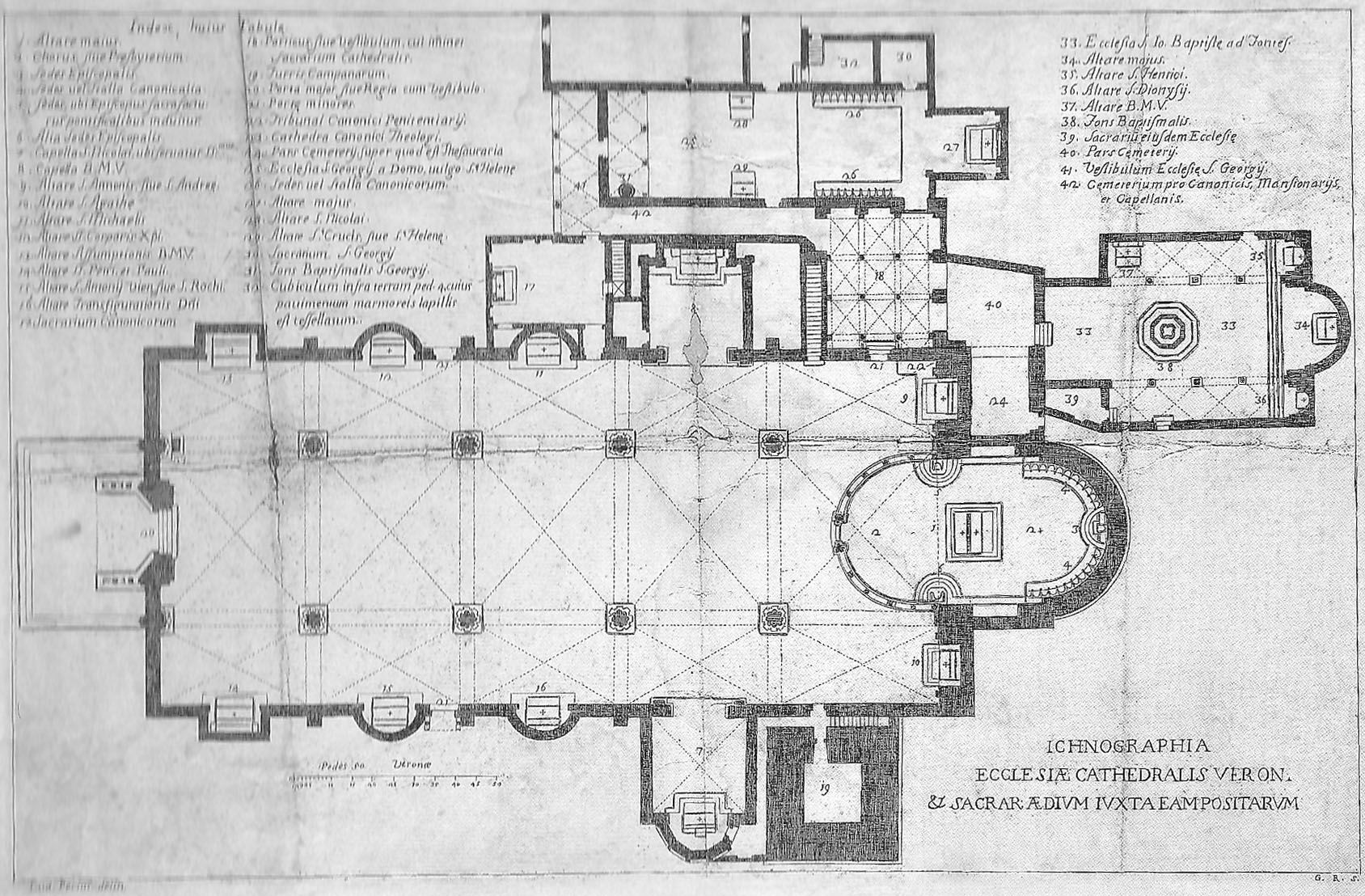
Disegno del XVIII secolo rappresentante il complesso della Cattedrale: in basso il Duomo di Verona, in alto la chiesa di Sant'Elena e a destra il battistero di San Giovanni in Fonte, messi in comunicazione dal portico di Santa Maria Matricolare, al centro

La chiesa originaria, dedicata a San Giovanni Battista, risale all'epoca longobarda, costruita probabilmente nel VII o VIII secolo. Questo primo edificio venne però danneggiato dal terribile terremoto di Verona del 1117, per cui nel 1123 venne ricostruito per volere del vescovo di Verona Bernardo nelle forme romaniche che ancora oggi lo contraddistinguono, quindi adibito a battistero della Cattedrale. Rispetto a quelli di altre città, solitamente a pianta centrale, questo battistero si differenzia per forma, essendo una vera e propria chiesa a tre navate, con quella centrale più lunga delle laterali. L'edificio presenta invece numerose analogie con la chiesa di San Giovanni in Valle, sia per quanto riguarda caratteristiche architettoniche che scultoree, tanto che gli studiosi ritengono che i due edifici siano stati costruiti in contemporanea.
Il monumentale fonte battesimale venne realizzato sul finire del XII secolo, probabilmente da Brioloto de Balneo, che sulle otto facce, delimitate da colonnine e archetti pensili, raffigurò L'Annunciazione, La Visitazione, La Natività, L'Annuncio ai pastori, L'Adorazione dei Magi, Erode che ordina la strage degli innocenti, La strage degli innocenti, La fuga in Egitto ed il Battesimo di Cristo.
Nel XIV secolo l'interno venne decorato ad affresco, di cui alcuni lacerti sono ancora visibili, in particolare la Madonna della Misericordia situata nell'abside di destra.

## Descrizione

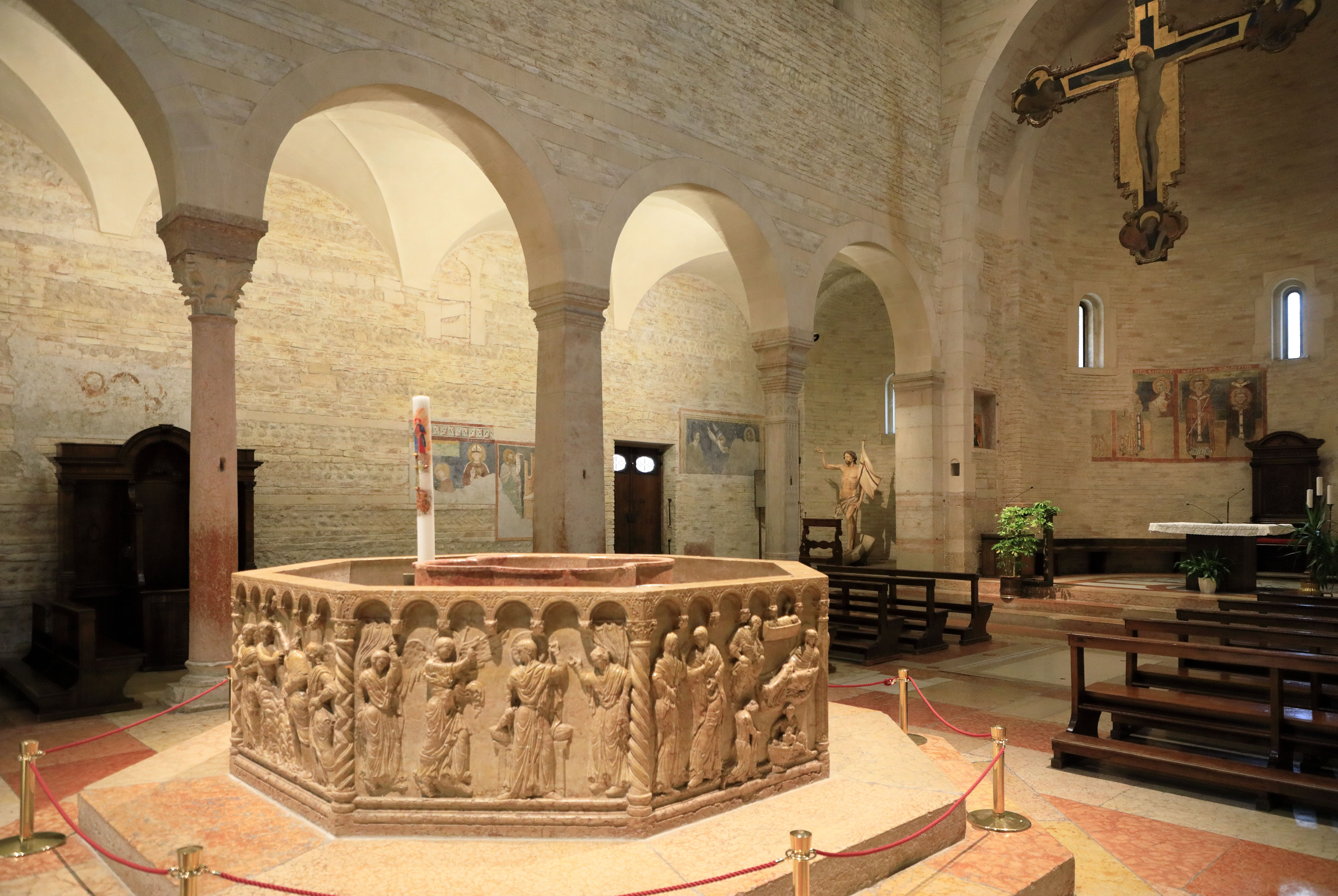
Il fonte battesimale opera di Brioloto de Balneo

La chiesa, inserita all'interno del complesso architettonico della Cattedrale di Verona, presenta una facciata a capanna parzialmente obliterata da un corpo edilizio di collegamento con il Duomo, ed è realizzata tutta in conci di tufo. Il semplice portale d’ingresso è di forma rettangolare e sovrastato da un’ampia nicchia entro la quale vi era una raffigurazione ad affresco, ormai illeggibile. Sopra la nicchia si trova una bifora con capitello a stampella e, a delimitare in alto il prospetto, una cornice ad archetti pensili.
Anche i prospetti laterali presentano il paramento murario a vista, tuttavia in questo caso furono utilizzati corsi in mattoni di laterizio alternati a corsi in conci di tufo, una tecnica tipica dell'architettura romanica veronese. Questi prospetti, inoltre, sono articolati in altezza in due ordini corrispondenti alla suddivisione delle navate interne, quindi coronati da cornici modanate in cotto e, sul lato meridionale, da un piccolo campanile a vela. Il prospetto orientale è invece completamente in conci di tufo ed è caratterizzato dalle strutture emergenti dell'abside maggiore e delle più piccole absidi laterali, ritmate da sottili lesene e coronate da una doppia cornice modanata con archetti pensili. Lungo i tre lati si aprono inoltre delle monofore strombate a feritoia.
La chiesa si contraddistingue per una pianta basilicale a tre navate, di cui la centrale più lunga rispetto alle laterali, e separate da due file di quattro arcate su colonne alternate a pilastri; la navata centrale è coperta da una struttura lignea a capriate a vista, mentre le laterali sono coperte da volte a crociera in muratura intonacate. Le navate terminano con tre absidi semicircolari, di cui quella centrale di maggiori dimensioni, coperte da semicalotte sferiche in mattoni di laterizio a vista.
Al centro della navata principale si situa il monumentale fonte battesimale, opera attribuita a Brioloto de Balneo e alla sua bottega, con vasca ottagonale decorata. Le pareti interne sono con paramento murario a vista ma scialbato da un intonachino di calce e polvere di marmo, tranne alcune porzioni in cui si conservano pregevoli affreschi realizzati tra il XII ed il XIV secolo.
Nella navata destra si trova un organo positivo costruito dalla ditta Micheli in occasione dell'Anno della fede (2012-2013), con 7 registri su unico manuale, e pedaliera, un altro realizzato da Diego Bonato per il convegno ecclesiale nazionale del 2006.